# محطة بيبليس للطاقة النووية

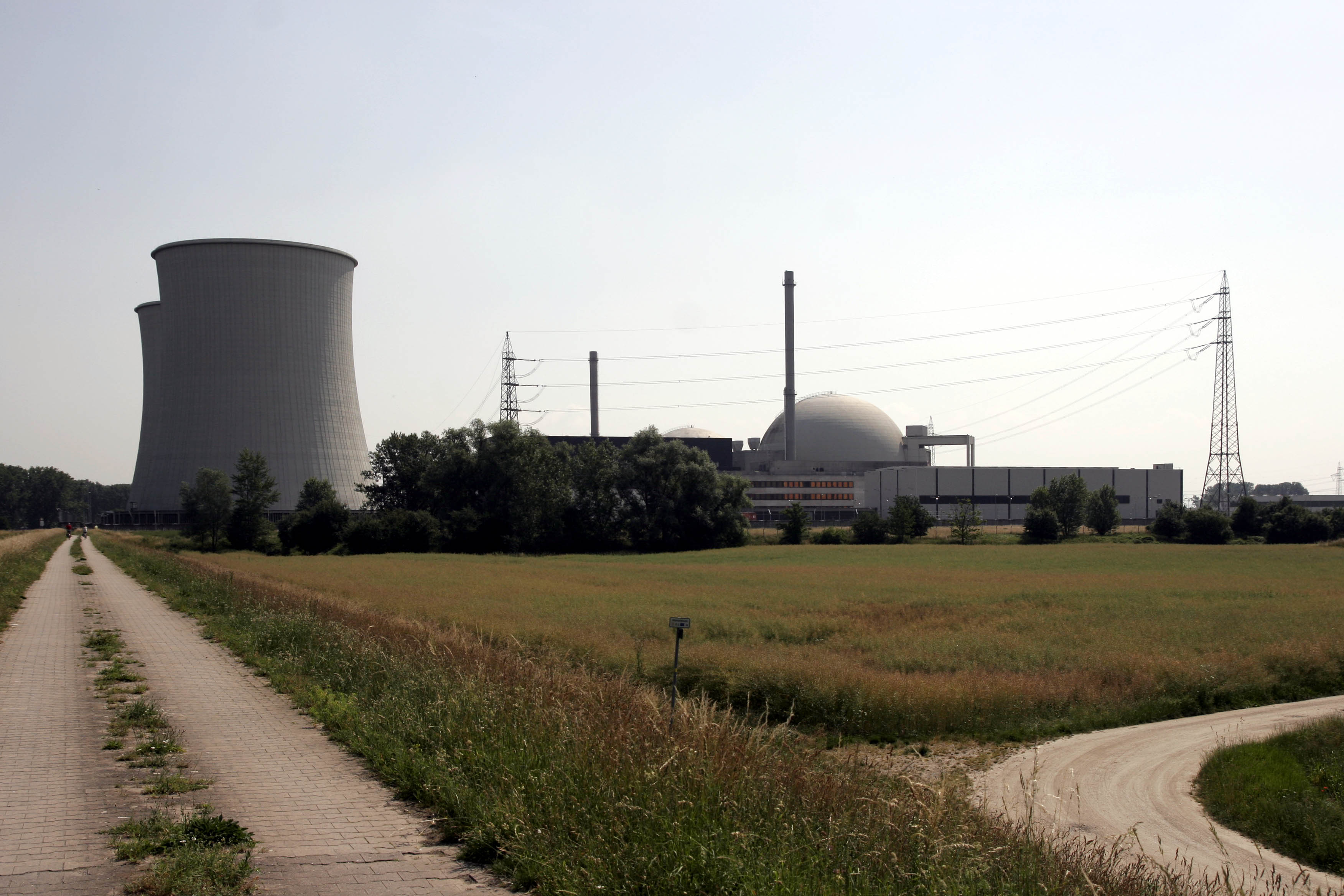
محطة بيبليس للطاقة النووية

محطة بيبليس للطاقة النووية تقع في بلدية بيبليس في ألمانيا وتتكون من وحدتين. وهي محطة شريكة لمحطة بالاكوفو للطاقة النووية.

## مكونات المحطة
تتكون المحطة من وحدتين :
- الوحدة أ و يبلغ إجمالي إنتاجها 1200 ميجاوات.
- الوحدة ب ويبلغ إجمالي إنتاجها 1300 ميجاوات.

كلتا الوحدتين مفاعلاتها من نوع مفاعل الماء المضغوط . بدأت الوحدة أ عملها في 16 يوليو 1974 ودخلت الخدمة التجارية في 25 أغسطس 1974 والوحدة ب في 25 مارس 1976.

## الإغلاق
في مارس 2013 حكمت المحكمة الإدارية في ولاية هيس الألمانية بالإغلاق لمدة ثلاثة أشهر الذي فرضته الحكومة على مفاعلَي الوحدة «ب». تصرفت وزارة الدولة للبيئة بشكل غير قانوني في مارس 2011 ، عندما صدر أمر للإغلاق الفوري لجميع وحدات بيبليس. ولم يكن لدى الحكومة الألمانية أي أسباب قانونية لإغلاقها. وقررت المحكمة أن إشعار الإغلاق غير قانوني لأن المحطة لم تتح لها فرصة كافية للرد على الأمر.

## صور

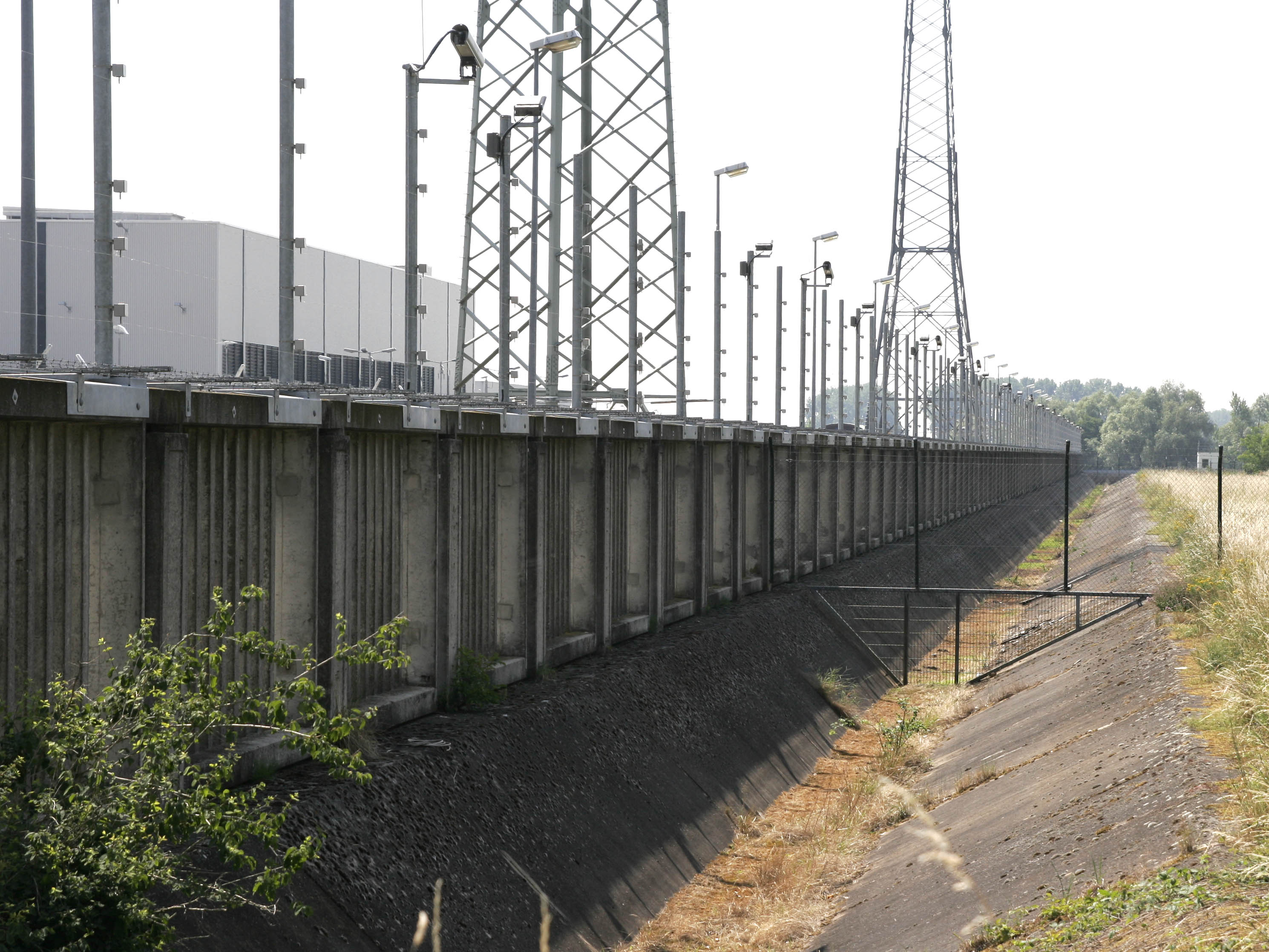
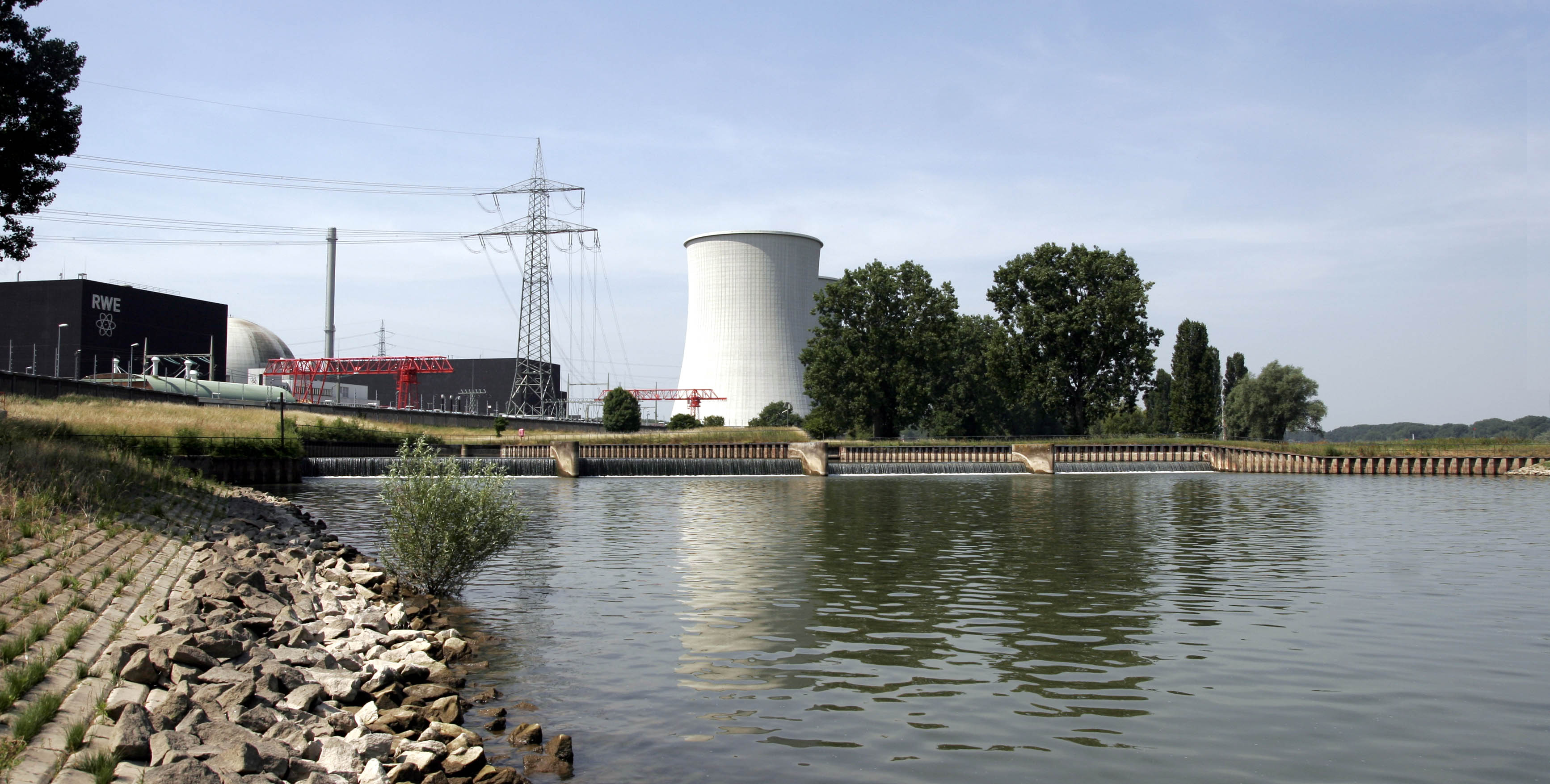
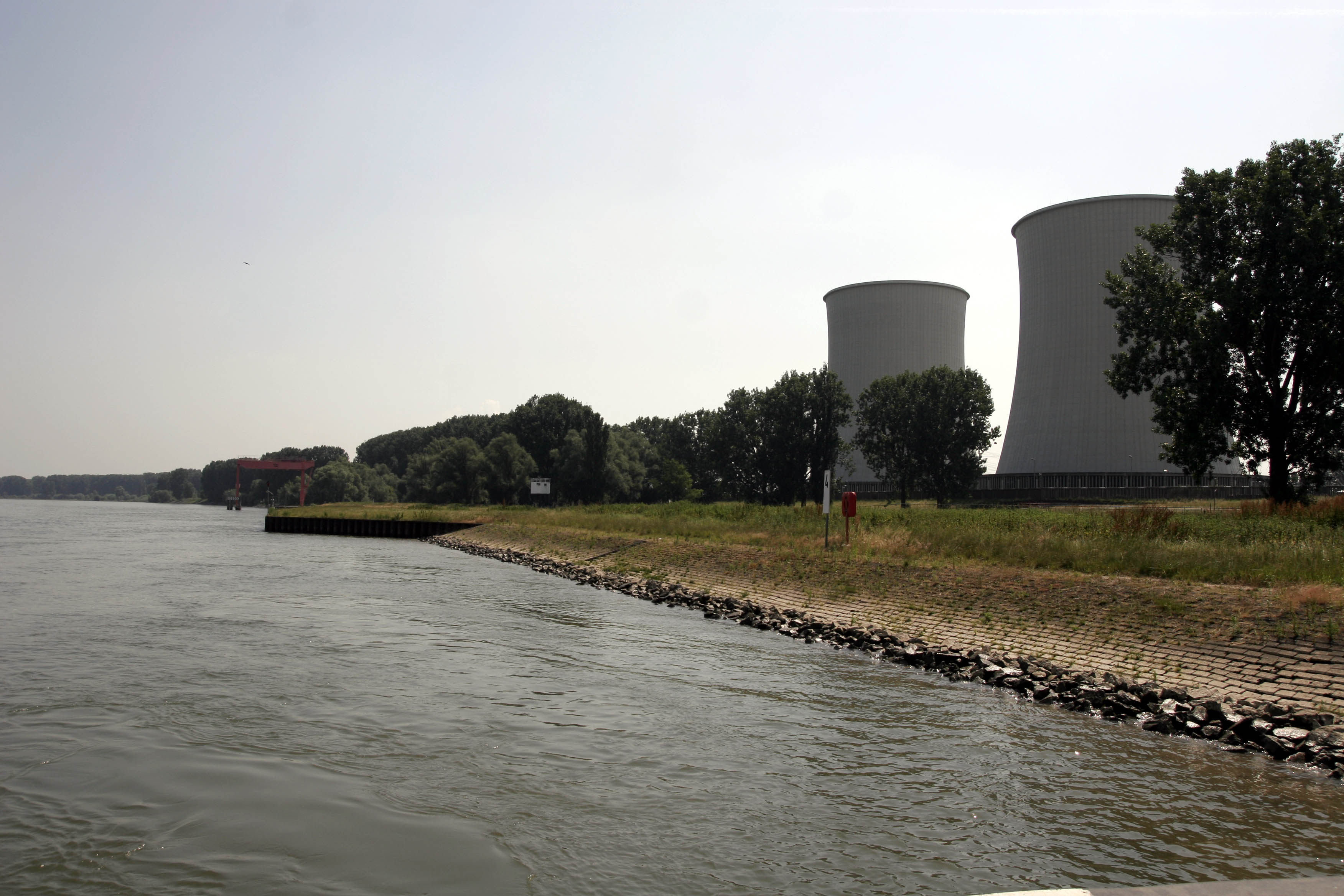